# Società Bianchi Camions Automobili
Società Bianchi Camions Automobili war ein italienischer Hersteller von Nutzfahrzeugen. Andere Quellen nennen die Firmierungen Bianchi camions e automobili und Bianchi-Camions.

## Unternehmensgeschichte

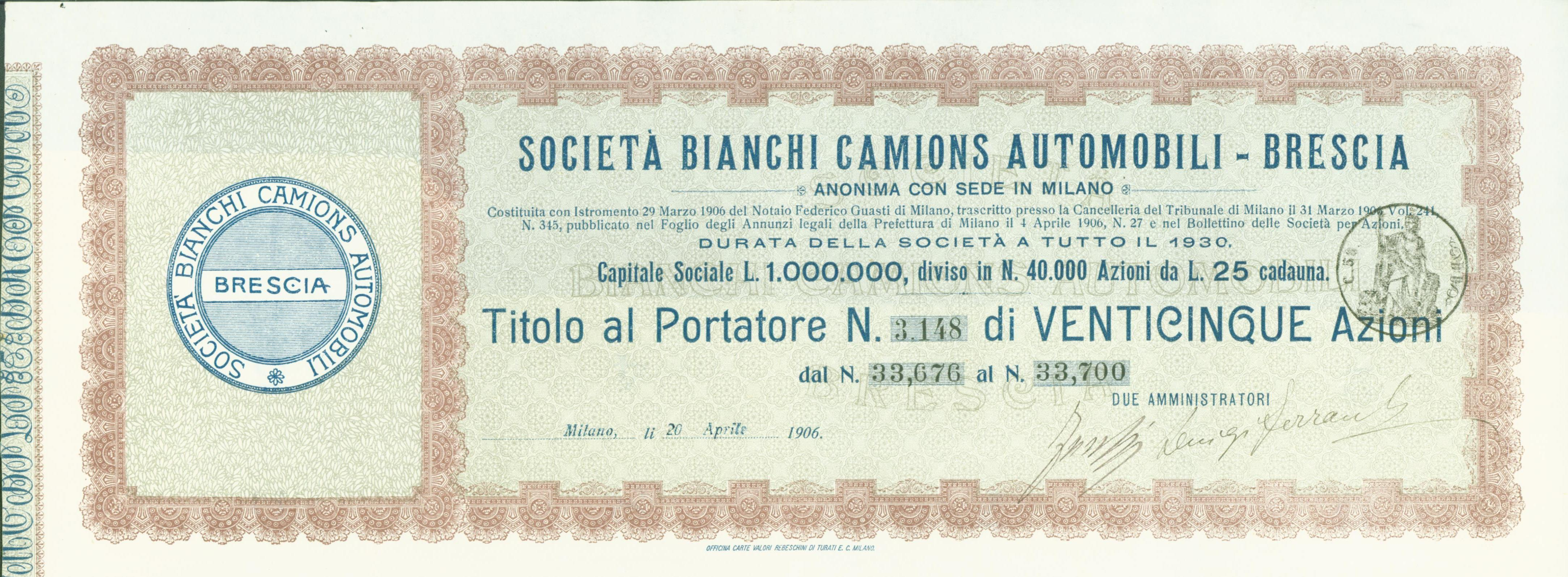
Aktie der Soc. Bianchi Camions Automobili vom 20. April 1906

Edoardo Bianchi stellte bereits in seinem Unternehmen Bianchi in Mailand Fahrräder, Motorräder und Personenkraftwagen der Marke Bianchi her. 1906 stieg er auch in die Nutzfahrzeugindustrie ein. Dazu gründete er das separate Unternehmen in Brescia. Als Gründungsdatum gibt eine Quelle den 30. März 1906 an. Auf Aktien ist dagegen der 29. März 1906 angegeben. Beteiligt war die Banca Ressi. Das Aktienkapital betrug 1 Million Lire.
Das Unternehmen stellte Lastkraftwagen her, die ebenfalls unter dem Markennamen Bianchi vertrieben wurden. Der Absatz war enttäuschend. Innerhalb eines Jahres war das Grundkapital nahezu halbiert. Nach etwas mehr als anderthalb Jahren wurde der Beschluss gefasst, das Unternehmen aufzugeben. Am 3. April 1908 wurde es durch ein Gericht in Brescia aufgelöst.
Ab 1910 stellte Bianchi in seinem Hauptwerk in Mailand erneut Lkw her.

## Fahrzeuge
Im Angebot standen zwei Lkw-Modelle. Sie basierten auf dem Pkw Bianchi Tipo G. Gemeinsamkeit war ein Vierzylinder-Frontmotor und Hinterradantrieb. Der Tipo G 12/25 HP hatte einen Motor mit 90 mm Bohrung, 115 mm Hub und 2926 cm³ Hubraum. Die Nutzlast war mit etwa 1500 kg angegeben. Der Tipo G/2 S hatte einen Motor mit rund 3200 cm³ Hubraum und war mit 2 Tonnen Nutzlast angegeben.